# Schulzhöhen
Schulzhöhen är en kulle i Antarktis. Den ligger i Östantarktis. Norge gör anspråk på området. Toppen på Schulzhöhen är 2 243 meter över havet.
Terrängen runt Schulzhöhen är platt åt nordväst, men åt sydost är den kuperad. Trakten är obefolkad. Det finns inga samhällen i närheten.